# 伯爵半島
伯爵半島（英語：Countess Peninsula），是南極洲的半島，位於威爾克斯地，處於布斯半島和邦傑山脈之間，長3公里、寬1公里，根據美國海軍拍攝空中照片繪入地圖，現時由南極條約體系管理。